# Kanton Périgueux-Nord-Est
Kanton Périgueux-Nord-Est (francouzsky Canton de Périgueux-Nord-Est) je francouzský kanton v departementu Dordogne v regionu Akvitánie. Tvoří ho čtyři obce.

## Obce kantonu
- Champcevinel
- Château-l'Évêque
- Périgueux (severovýchodní část)
- Trélissac